# جيمس دبليو. ريس
جيمس دبليو. ريس (بالإنجليزية: James W. Reese)‏ هو عسكري أمريكي، ولد في 16 أبريل 1920 في تشيستر في الولايات المتحدة، وتوفي في 5 أغسطس 1943 في صقلية في إيطاليا.